# Anaspis stierlini
Anaspis stierlini is een keversoort uit de familie bloemspartelkevers (Scraptiidae). De wetenschappelijke naam van de soort is voor het eerst geldig gepubliceerd in 1876 door Emery.